# Majestica
Majestica je švédská metalová hudební skupina, kterou v roce 2004 založil začínající zpěvák Tommy Johansson. Samotná skupina je silně ovlivňována především skupinami Helloween a Rhapsody of Fire.
První album vydali ReinXeed s Rivel Records v roce 2008 pod názvem The Light. To jim pomohlo získat si fanoušky i mimo Švédsko, například v Japonsku. Druhé album vyšlo pod názvem Higher a dosud již vydali celkem deset alb (6 jako ReinXeed, 4 jako Majestica)
Členy skupiny jsou Tommy Johansson (zpěv, kytary, klávesy), Petter Hjerpe (kytara a doprovodné vokály), Chris David (baskytara) a Joel Kollberg (bicí). Od vzniku kapely se ale její sestava často mění.

## Diskografie
ReinXeed
- The Light (2008)
- Higher (2009)
- Majestic (2010)
- 1912 (2011)
- Welcome to the Theatre (2012)

- A New World (2013)

Majestica
- Above The Sky (2019)
- A Christmas Carol (2020)
- A Christmas Carol – Extendet version (2021)
- Power Train (2024)